# Onfim

Estátua de Onfim em Veliky Novogárdia, Rússia

Onfim (Russo: Онфим; em antigo eslavo oriental:  Онѳиме, transl. Onθime; também Anthemius de Novgorod) foi um rapaz que viveu em Novogárdia (agora Novogárdia Magna, Rússia) no século 13, algum tempo à volta de 1220 ou 1260. Ele deixou as suas notas e exercícios do trabalho de casa arranhados em casca de bétula que foi preservada no solo de barro de Novogárdia. Onfim, que provavelmente tinha seis ou sete anos na altura, escreveu no dialeto eslavo oriental da Antiga Novgorod. Além de letras e símbolos, ele desenhou "cenas de batalhas e desenhos dele e do seu professor".

## Antecedentes
Novogárdia, agora conhecido como Novogárdia Magna, é o centro administrativo de Novogárdia Oblast. Na altura em que Onfim viveu, era a capital da República da Novogárdia. Os acadêmicos acreditam que a República da Novogárdia tinha um nível estranhamente alto de literacia para a altura, com a literacia a ser aparentemente difundida em diferentes classes e entre ambos os sexos. A 200 km sul de São Petersburgo, a cidade está rodeada por bétulas, cuja casca foi usada por séculos pelos locais para escreveu pois era mole e fácil de arranhar. Desde 1951, mais de 1100 pedaços de casca de bétula com escrita foram encontrados, e continuam a ser descobertos.
Na Rússia, manuscritos em casca de bétula chamam-se beresta ("casca de bétula", plural: beresty), e o campo acadêmico que os estuda chama-se berestologia (russo: berestologija). O grande número de beresty é indicativo de uma grande taxa de literacia entre a população.

## Escrita de Onfim
Onfim deixou dezassete itens em casca de bétula conhecidos. Doze desses têm ilustrações, cinco só texto. Um dos desenhos tem um cavaleiro num cavalo, com o nome de Onfim escrito ao lado, a esfaquear alguém no chão com uma lança, com acadêmicos a especular que Onfim se imaginava como o cavaleiro. Os textos são claramente exercícios: Onfim praticava escrevendo o alfabeto, repetindo sílabas, e escrevendo salmos - textos que lhe eram presumivelmente familiares. A sua escrita inclui frases como "Senhor, ajuda o teu servo Onfim" e fragmentos de Salmos 6:2 e 27:3. A maioria da escrita de Onfim consiste de citações do Livro de Salmos.

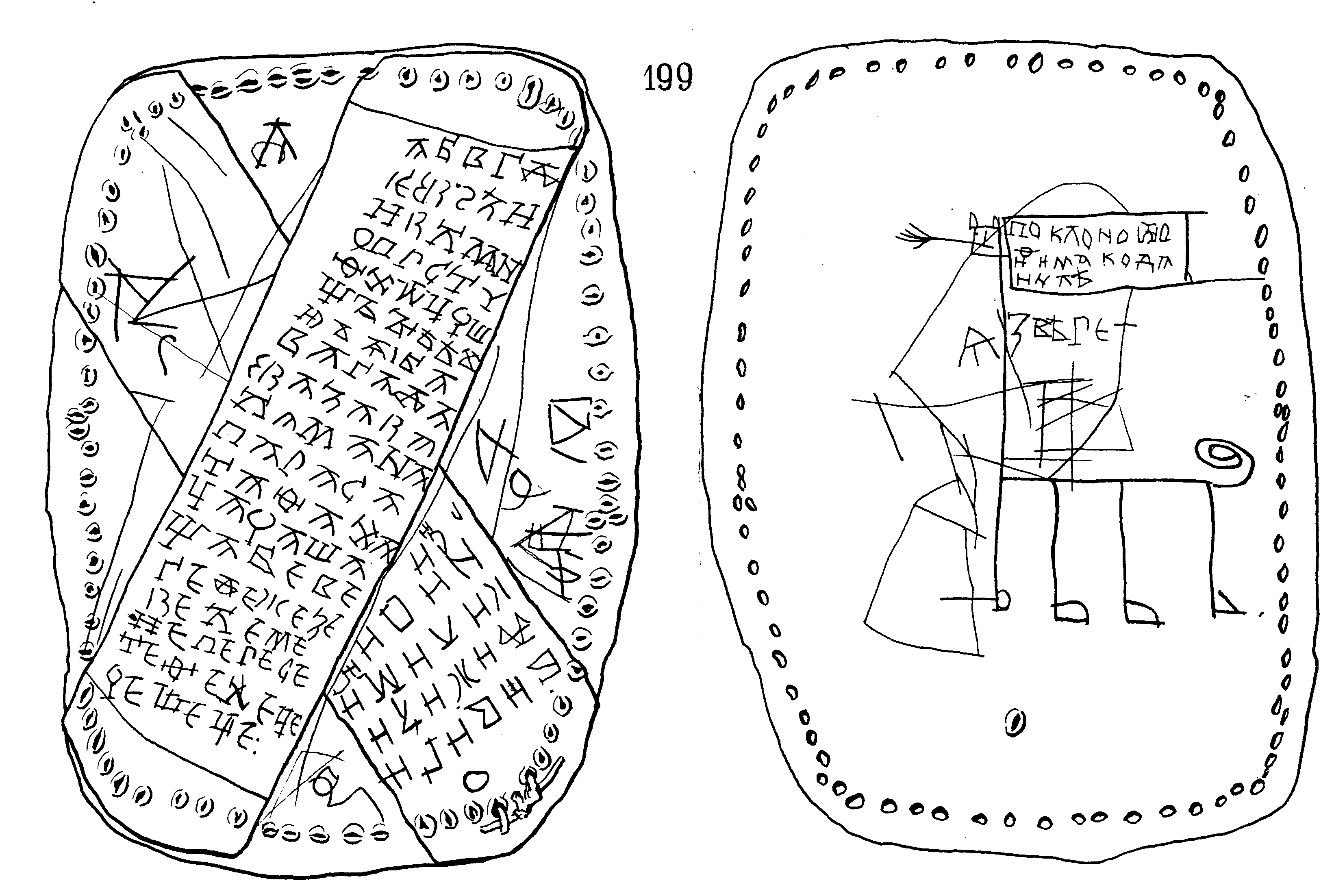
Exercícios de trabalho de casa e "Eu sou uma besta selvagem", c. 1260 (Item 199)

As ilustrações de Onfim incluem desenhos de cavaleiros, cavalos, flechas, e inimigos derrotados. Uma imagem, "um retrato dele, disfarçado como um animal fantástico", é encontrado no item 199 (em cima; estava originalmente no fundo de um cesto feito de bétula), que contem uma foto de uma besta com um pescoço longo, orelhas pontiagudas, e um cauda encaracolada. A beste ou tem uma flecha com penas na sua boca ou está a cuspir fogo; um dos textos acompanhantes (por baixo da caixa) diz "Eu sou uma besta selvagem" (o texto na caixa diz "Cumprimentos de Onfim para Danilo", provavelmente um amigo ou colega). O número de dedos nas mãos das pessoas variam de três a oito; Onfim ainda não sabia contar.
As filas de cinco letras cada no outro lado do 199 são um exercício de alfabeto. No item 205 (não apresentado neste artigo), Onfim escreve o alfabeto cirílico e adiciona "On[f]", para o seu nome, no meio; por baixo do alfabeto é o que alguns pesquisadores veem como um barco com remos. O item 206 contem exercícios alfabéticos e "retratos do pequeno Onfim e os seus amigos". Onfim não usava os yers, trocando-os com O e E; por exemplo, Onfim escreveu поклоно "arco (lit.); cumprimentos (fig.)" (cf. russo поклонъ; como escrito antes da reforma de escrita de 1918) e ꙁвѣре "besta selvagem" (cf. russo звѣрь e зверь; como escrito antes e depois da reforma de 1918, respetivamente).

## Galeria

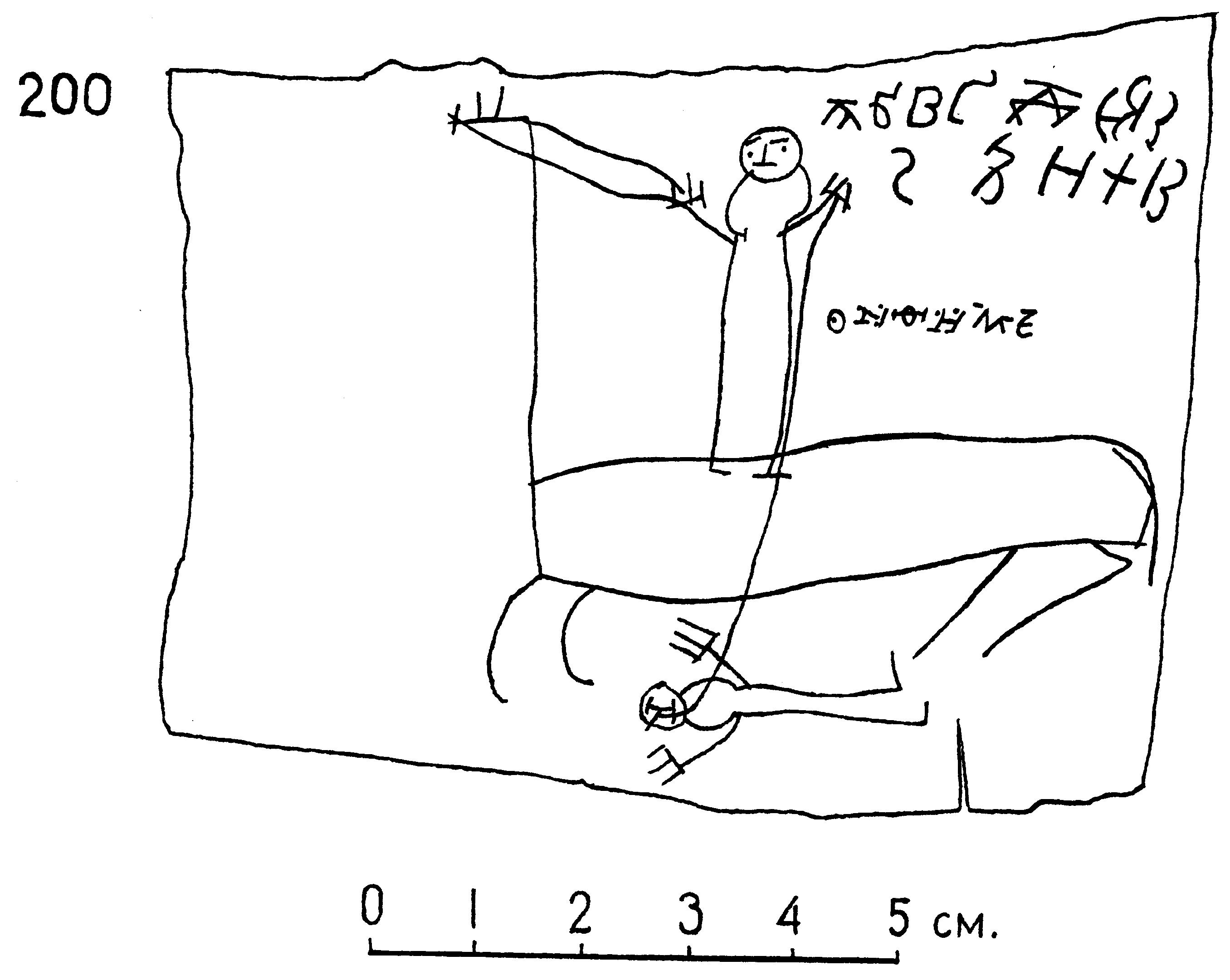
200: Cavaleiro, com o nome "Onfim" á direita do montador, e em cima o alfabeto, A - K
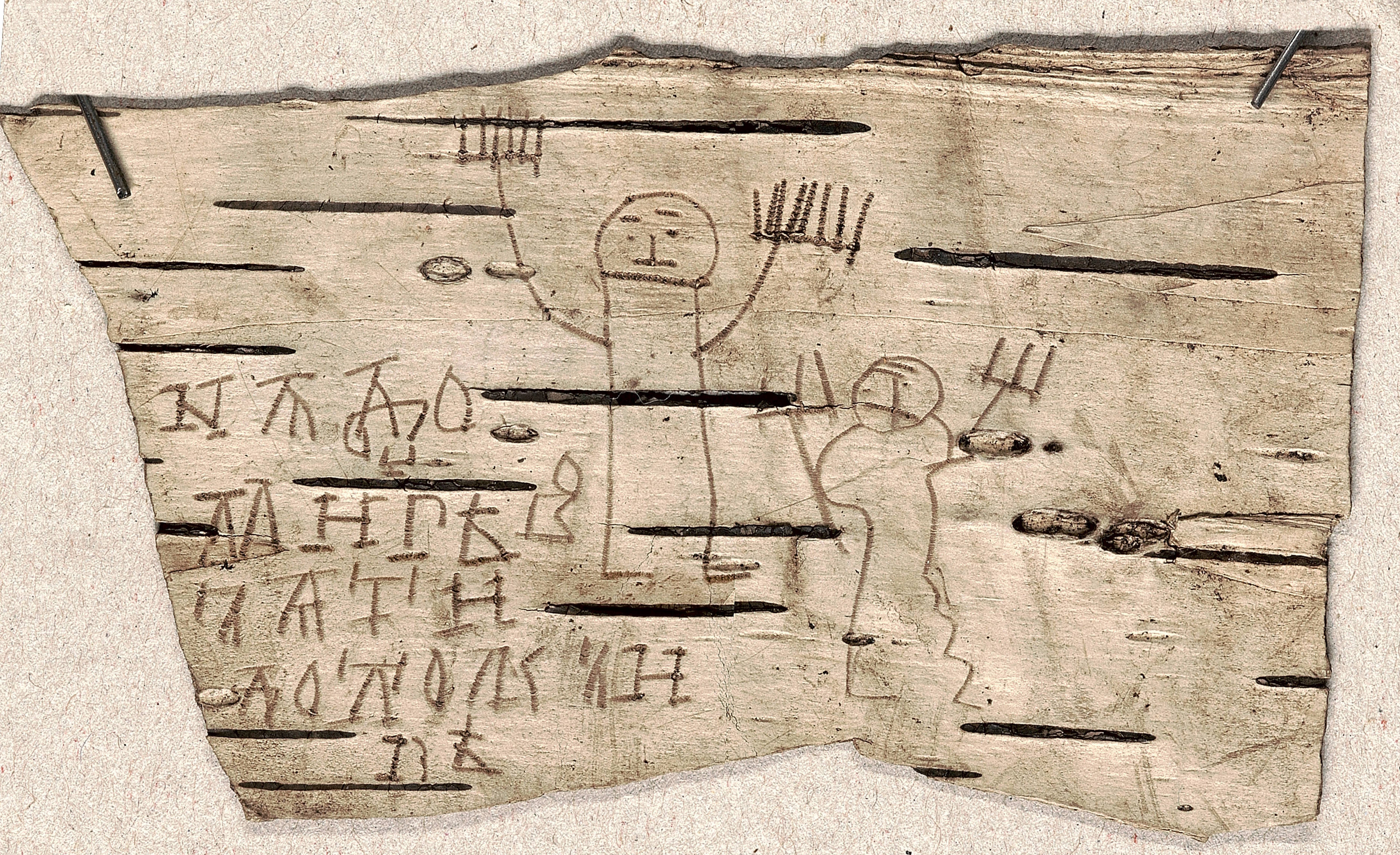
Carta em casca de bétula nº.202: lições de escrita e desenhos
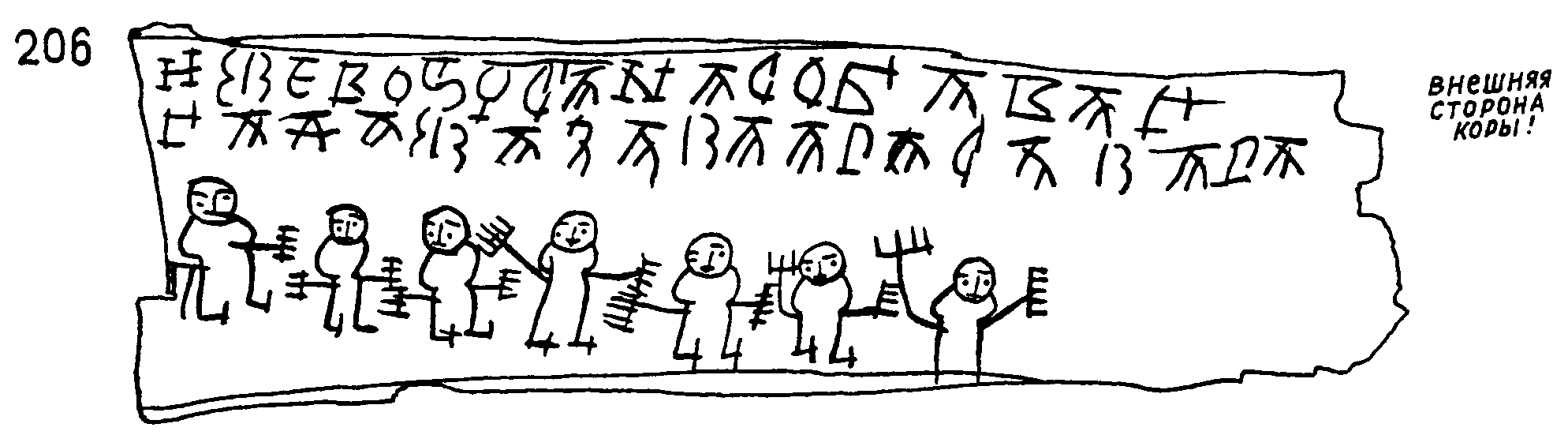
206: "Agora quando a sexta hora", uma série de sílabas, e retratos
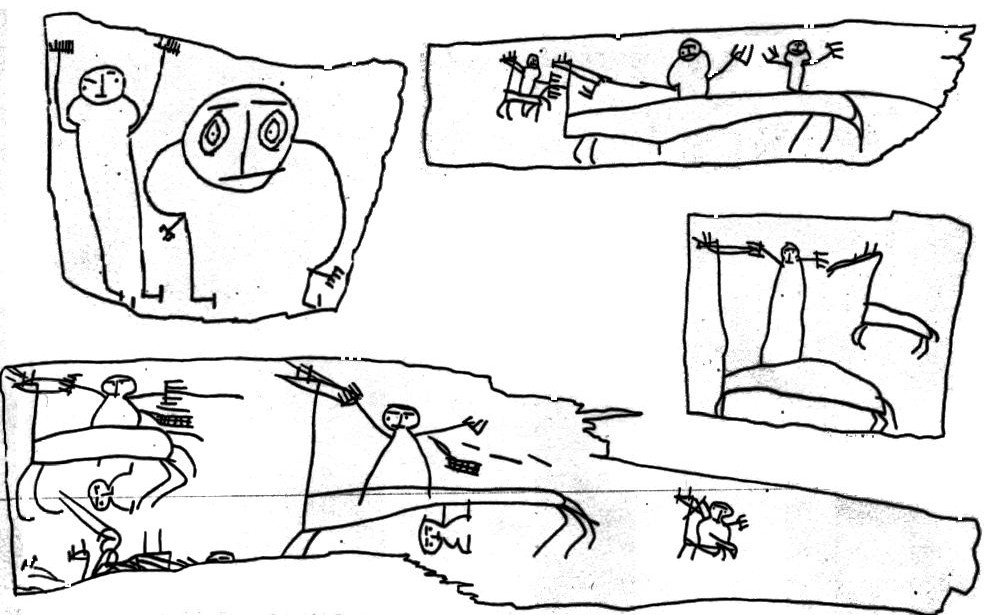
Vários desenhos